# Helga Maywald
Helga Maywald (* 23. Oktober 1949) ist eine deutsche Badmintonspielerin. 

## Karriere
Helga Maywald gewann 1972, 1973 und 1974 mit dem 1. BC Beuel Silber bei den deutschen Mannschaftsmeisterschaften. 1972 wurde sie deutsche Hochschulmeisterin im Mixed mit Ehemann Roland Maywald.

## Sportliche Erfolge
| Saison    | Veranstaltung                     | Disziplin    | Platz | Name |
| --------- | --------------------------------- | ------------ | ----- | --- |
| 1971/1972 | Deutsche Mannschaftsmeisterschaft | Mannschaft   | 2     | 1. BC Beuel (Roland Maywald, Alfred Kreutzberg, Karl-Heinz Zwiebler, Reiner Wodey, Reinhard Wolber, Marieluise Wackerow, Eva-Maria Kranz, Helga Maywald)              |
| 1971/1972 | Deutsche Einzelmeisterschaft U22  | Herreneinzel | 2     | Eva-Maria Kranz-Zwiebler / Helga Maywald (1. BC Beuel) |
| 1971/1972 | Deutsche Hochschulmeisterschaften | Mixed        | 1     | Roland Maywald / Helga Maywald (Uni Bonn) |
| 1972/1973 | Deutsche Mannschaftsmeisterschaft | Mannschaft   | 2     | 1. BC Beuel (Roland Maywald, Alfred Kreutzberg, Karl-Heinz Zwiebler, Rainer Wodey, Reinhard Wolber, Marieluise Zizmann, Eva-Maria Kranz, Helga Maywald)               |
| 1973/1974 | Deutsche Mannschaftsmeisterschaft | Mannschaft   | 2     | 1. BC Beuel (Roland Maywald, Karl-Heinz Zwiebler, Alfred Kreutzberg, Rainer Wodey, Reinhold Wolber, Rolf Zizmann, Marieluise Zizmann, Eva-Maria Kranz, Helga Maywald) |
| 1976/1977 | Deutsche Mannschaftsmeisterschaft | Mannschaft   | 3     | 1. BC Beuel |
| 1978/1979 | Deutsche Mannschaftsmeisterschaft | Mannschaft   | 3     | 1. BC Beuel |
| 1993/1994 | Deutsche Einzelmeisterschaft O40  | Damendoppel  | 1     | Eva-Maria Zwiebler / Helga Maywald (1. BC Beuel) |
| 1994/1995 | Deutsche Einzelmeisterschaft O45  | Mixed        | 1     | Roland Maywald / Helga Maywald (1. BC Beuel) |
| 1995/1996 | Deutsche Einzelmeisterschaft O45  | Mixed        | 2     | Roland Maywald / Helga Maywald (1. BC Beuel) |
| 1995/1996 | Deutsche Einzelmeisterschaft O40  | Damendoppel  | 1     | Helga Maywald / Eva-Maria Zwiebler (1. BC Beuel) |
| 1996/1997 | Deutsche Einzelmeisterschaft O45  | Mixed        | 2     | Roland Maywald / Helga Maywald (1. BC Beuel) |
| 1996/1997 | Deutsche Einzelmeisterschaft O40  | Damendoppel  | 1     | Helga Maywald / Eva-Maria Zwiebler (1. BC Beuel) |

## Referenzen
- Martin Knupp: Deutscher Badminton Almanach, Eigenverlag/Deutscher Badminton-Verband (2003), 230 Seiten
- http://www.blv-nrw.de/berichte/2006/br10/fam_maywald.htm

| Personendaten    | Personendaten               |
| ---------------- | --------------------------- |
| NAME             | Maywald, Helga              |
| KURZBESCHREIBUNG | deutsche Badmintonspielerin |
| GEBURTSDATUM     | 23. Oktober 1949            |